# Jakub Czaja
Jakub Czaja (ur. 12 września 1980 w Gdańsku) – polski lekkoatleta, specjalizujący się w biegach z przeszkodami.
Olimpijczyk z Aten (2004). Reprezentant SKLA Sopot. 

## Najważniejsze osiągnięcia
- Uniwersjada: 2. miejsce 2001 – 3000 m prz. (8:23,00 s.)
- Puchar Europy: 2. miejsce 2004 – 3000 m prz. (8:25,51 s.)
- Mistrzostwa Europy Juniorów: 1. miejsce 1999 – 3000 m prz. (8:41,91 s.)

2-krotny mistrz Polski (3000 m prz., przełaje), halowy mistrz Polski na 3000 m (2002).

## Rekordy życiowe
- bieg na 3000 metrów – 7:53,92 s. (13 czerwca 2004, Warszawa) - 20. wynik w historii polskiej lekkoatletyki[1]
- bieg na 3000 metrów z przeszkodami – 8:17,49 s. (1 lipca 2005, Paryż Saint-Denis) - 9. wynik w historii polskiej lekkoatletyki[1]
- bieg na 5000 metrów – 13:46,53 s. (2005)
- bieg na 10 000 metrów – 28:56,50 s. (2005)